# Arab (Alabama)
Arab város az USA Alabama államában, Cullman és Marshall megyében. Lakosainak száma 8461 fő (2020. április 1.).

## Népesség
A település népességének változása:

| 2010 | 8 050 |
| 2020 | 8 461 |